# Watertorenweg
De Watertorenweg is een straat in Steenbergen, in de Nederlandse provincie Noord-Brabant. De straat loopt van de Nassaulaan in Steenbergen-Noord naar de Noorddonk.
De straat vormde voor een groot gedeelte van de 20ste eeuw enkel lintbebouwing op de wegen naar Dinteloord en de dijken naar Kruisland. Pas na de aanleg van de nieuwe wijk 'Noord' vormt de Watertorenweg één geheel met de rest van de stad. De straat is vernoemd naar de Oude Watertoren uit 1924 die zich tot 1944 (toen hij werd opgeblazen door de terugtrekkende Duitsers) in de straat bevond. Op dezelfde plaats is in 1950 de Nieuwe Watertoren gebouwd.